# Kabir Kuh
Kabir Kuh, Kuh-e Kabir (pers. ‏کبیرکوه‎) – pasmo górskie, o długości ok. 300 km, położone w zachodnim Iranie, przy granicy tego kraju z Irakiem. Najwyższy szczyt to Kuh-e Warzarin, o wysokości 2790 m n.p.m.